# Eric Heiden
Eric Arthur Heiden (* 14. Juni 1958 in Madison, Wisconsin) ist ein ehemaliger US-amerikanischer Eisschnellläufer und Radrennfahrer. Bei den Olympischen Winterspielen 1980 gewann er in allen fünf Eisschnelllaufrennen die Goldmedaille. Außerdem wurde er auf dem Eis zwischen 1977 und 1980 vierfacher Sprintweltmeister und dreifacher Mehrkampfweltmeister. Er zählt zu den historisch erfolgreichsten und vielseitigsten Eisschnellläufern.
Eric Heiden begann in seiner frühen Kindheit mit dem Eislaufen und konzentrierte sich ab seiner Jugend auf den Eisschnelllauf. Unter der Anleitung von Dianne Holum stießen er und seine jüngere Schwester Beth in den 1970er-Jahren in die internationale Spitze vor und debütierten 1976 in Innsbruck bei Olympischen Spielen. Im Winter 1977 wurde Eric Heiden binnen weniger Wochen zum ersten Mal Junioren-, Sprint- und Mehrkampfweltmeister. Diese Titel verteidigte er in den folgenden Jahren erfolgreich. Bei den Olympischen Winterspielen 1980 in Lake Placid bestätigte er seine Favoritenrolle und gewann als erster Eisschnellläufer die Rennen auf allen fünf Distanzen: vom 500-Meter-Sprint bis zur 10.000-Meter-Langstrecke. Am Ende des olympischen Winters zog sich Heiden vom Eisschnelllauf zurück und wechselte zum Radsport. Als Straßenradfahrer fuhr er von 1981 bis 1987 für das Team 7-Eleven. Er wurde US-Profimeister 1985 und nahm an der Tour de France 1986 teil, die er wegen eines Sturzes nicht beendete. Nach seiner Sportkarriere wurde Heiden Orthopäde und betreute als Sportmediziner unter anderem Profibasketballspieler und das US-amerikanische Eisschnelllaufteam bei Olympischen Spielen.
Die ihm angebotenen Werbemöglichkeiten nach seinen Goldmedaillen von Lake Placid nahm Eric Heiden nur eingeschränkt wahr, weil er seine Privatsphäre schützen wollte. Zudem fanden seine Erfolge in der Randsportart Eisschnelllauf in der breiten amerikanischen Öffentlichkeit insgesamt weniger Beachtung als der gleichzeitige unerwartete Sieg des US-Teams beim olympischen Eishockeyturnier (Miracle on Ice). Dennoch wurden Heiden viele Ehrungen zuteil. So erhielt er zwischen 1977 und 1980 viermal in Folge die Oscar Mathisen Memorial Trophy, gehörte 1983 zu den Gründungsmitgliedern der United States Olympic Hall of Fame und wurde vom US-Sportsender ESPN als einer der 50 herausragenden nordamerikanischen Sportler des 20. Jahrhunderts ausgezeichnet.

## Werdegang

### Kindheit und frühe Jugend (bis 1972)

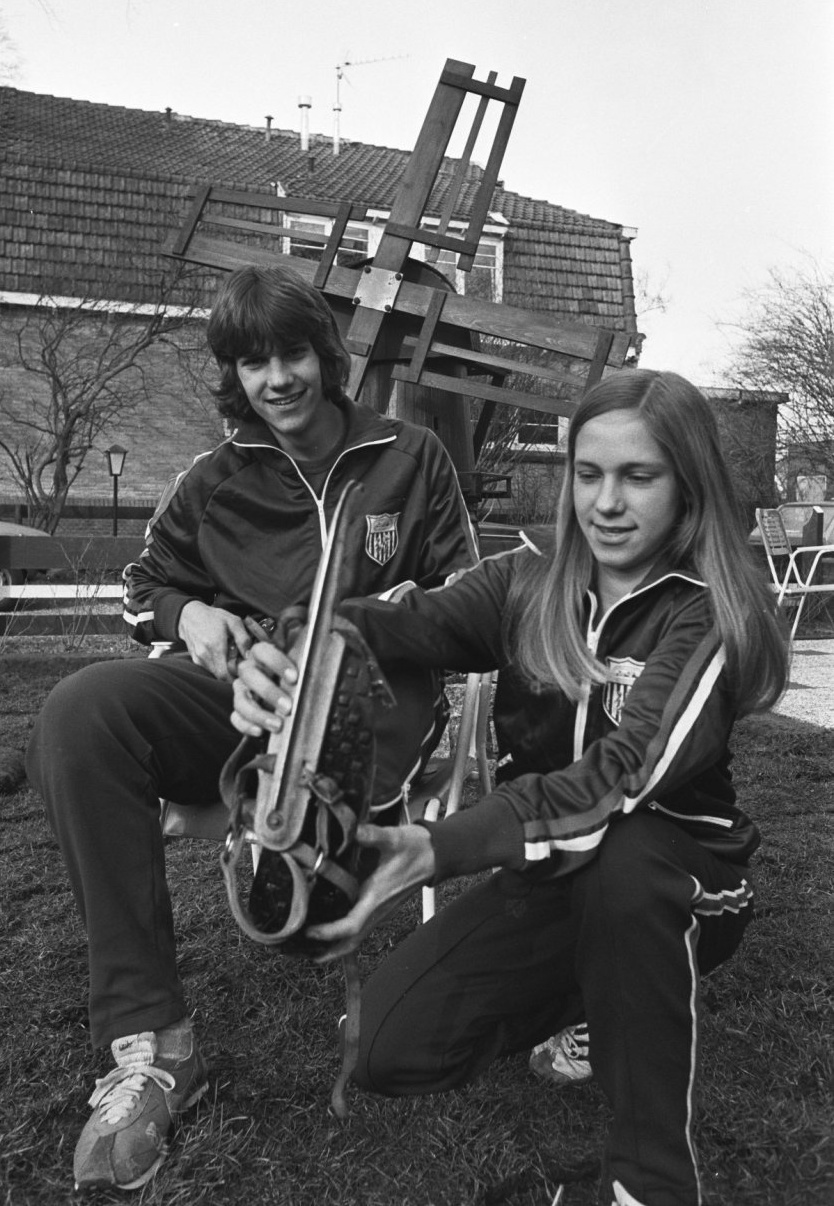
Eric Heiden mit seiner Schwester Beth (1977)

Eric Heiden wuchs als ältestes Kind in einer wohlhabenden und sportbegeisterten Familie in Madison auf. Sein Vater Jack – ein auf Sportmedizin spezialisierter Orthopäde – hatte in den 1950er-Jahren als Student erfolgreich gefochten und fuhr außerdem unter anderem Ski sowie Radrennen. Nancy Heiden, die Mutter von Eric, war Hausfrau und gehörte lange zu den führenden örtlichen Tennisspielerinnen. Die frühe sportliche Entwicklung von Eric und seiner 15 Monate jüngeren Schwester Beth Heiden wurde nicht nur von ihren Eltern beeinflusst, sondern auch von ihrem Großvater mütterlicherseits, Art Thomsen, der Eishockeytrainer an der University of Wisconsin war. Die Geschwister standen als Kleinkinder im Alter von zwei Jahren erstmals auf Schlittschuhen und übten das Eislaufen im Winter auf den zugefrorenen Teichen und Seen ihres Heimatstaates Wisconsin wie etwa auf dem Lake Mendota. Als Schüler trat Eric Heiden einem Eishockey-Nachwuchsteam bei. Ferner meldeten seine Eltern ihn und Beth beim Madison Figure Skating Club an. Weil das Eiskunstlaufen die Geschwister langweilte und sie vor allem Spaß am schnellen Laufen auf Schlittschuhen hatten, wechselten sie beide zum örtlichen Eisschnelllaufverein. Beth und Eric Heiden berichteten im Rückblick auf ihre Kindheit von einer ausgeprägten geschwisterlichen Rivalität. Sie erinnerten sich etwa daran, dass sie einander bei der Zahl der durchgeführten Klimmzüge übertreffen wollten und keiner gerne nachgegeben hätte. Beth sagte über Eric später, er sei „von außen ein Vollblutpferd, aber innerlich ein störrisches Maultier“ (im Original: „A thoroughbred horse on the outside with a subborn [sic] mule inside“). Wie ihr Bruder entwickelte sie sich im Laufe der folgenden Jahre zu einer der weltweit besten Eisschnellläuferinnen: 1979 wurde sie Mehrkampfweltmeisterin, 1980 gewann sie eine olympische Bronzemedaille.
Neben dem Eislaufen, wo sich die Wettkämpfe auf den Zeitraum von Dezember bis Februar konzentrierten, übte Eric Heiden mehrere andere Sportarten aus. Im Sommer spielte er Fußball, zudem fuhr er viel Rad, um seine Beine zu trainieren. Als Teenager gab er den Eishockeysport auf und verlegte seinen sportlichen Schwerpunkt im Winter ganz auf den Eisschnelllauf. Fortan fuhren er und seine Schwester täglich nach der High School zum Training nach West Allis. In der etwa 120 Kilometer östlich von Madison gelegenen Stadt befand sich mit dem Wisconsin Olympic Ice Rink die zu diesem Zeitpunkt einzige 400-Meter-Kunsteisbahn in den Vereinigten Staaten. West Allis galt daher als „Mekka des US-Eisschnelllaufs“, obwohl die Eisbahn laut Heiden wegen starker Winde und ungünstiger Eisbeschaffenheit denkbar schlechte Trainingsbedingungen bot. Trotz einiger amerikanischer Erfolge im Eisschnelllauf genoss die Sportart in den 1970er-Jahren in den USA nur geringe Popularität; lediglich während der Olympischen Spiele verfolgte eine größere Öffentlichkeit die Wettkämpfe. Später kontrastierte Heiden seine Erfahrungen bei Auftritten vor heimischem Publikum mit denen bei internationalen Wettkämpfen etwa in Norwegen oder in den Niederlanden: In Amerika fänden Eisschnelllaufrennen vor wenigen Dutzend Interessierten statt, in Europa zögen sie bis zu 25.000 Zuschauer an.

### Training bei Dianne Holum (ab 1972) und Laufstil

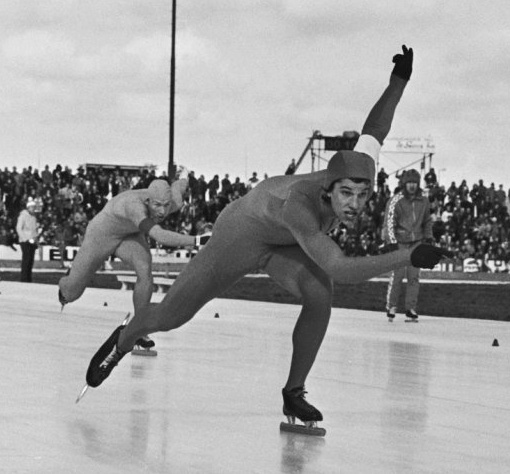
Laufbewegung Eric Heidens auf der Geraden (1977)

Das Eisschnelllauftraining der beiden Heiden-Geschwister übernahm 1972 Dianne Holum, die kurz zuvor bei den Winterspielen in Sapporo Olympiasiegerin über 1500 Meter geworden war. Anschließend hatte sie im Alter von 20 Jahren ihre aktive Karriere beendet und ein Studium an der University of Wisconsin begonnen, während sie gleichzeitig den Madison Skating Club betreute. Unter Holums Anleitung intensivierte sich Heidens Trainingspensum deutlich, laut Medienberichten auf täglich mindestens fünf Stunden. Holum erkannte in Heidens positiver Herangehensweise an das Training und seiner inneren Motivation die Merkmale, die ihn von anderen Athleten abhoben: Er habe vor keiner Herausforderung zurückgeschreckt und Wert darauf gelegt, jede Einheit und jedes Rennen zu genießen. Körperlich stand die Stärkung seines Quadrizeps und der Kraftausdauer im Vordergrund. Die Basis dafür bildeten vor allem Übungen abseits des Eises. Neben Radfahren und Laufen zählten auch Gewichtheben und Calisthenics zu dem von Holum entwickelten Programm. Für Teile des Trockentrainings nutzten die Heiden-Geschwister ein kleines Fitnessstudio unter anderem mit Ringen und Medizinbällen, das sie in ihrem Elternhaus eingerichtet hatten.
Zu Zeiten seiner aktiven Laufbahn hatte Eric Heiden bei einer Körpergröße von etwa 185 Zentimetern (6 feet 1 inch) und einem Taillenumfang von gut 80 Zentimetern (32 inches) einen außerordentlich großen Oberschenkelumfang, der in Spitzenzeiten nach Heidens eigener Angabe etwa 70 Zentimeter (27 inches) betrug. Beobachter sahen in seiner Kraft einen wichtigen Baustein für Heidens spätere Überlegenheit auf dem Eis: Dank ihr konnte er demnach seine hohe Geschwindigkeit in Kurven trotz der Fliehkraft halten. Insbesondere für Sprintrennen spielten seine explosiven Starts eine wesentliche Rolle. Auf den längeren Strecken hatte Heiden einen Vorteil durch seine Kraftausdauer. Er betonte, dass er aus jedem seiner Schritte das Optimum heraushole und dadurch in der Regel sowohl auf den Geraden als auch in den Kurven weniger Schritte benötige als seine Konkurrenten. Seine Trainerin Dianne Holum hob außerdem die Bedeutung der Körperhaltung und des Armschwungs in den Kurven hervor. Sie simulierte die Kurven im Trockentraining mithilfe von Silikon- beziehungsweise Latexschläuchen („surgical tubing“), die sie um Heidens Taille band, und bescheinigte ihm später, er sei technisch einwandfrei gelaufen. Der Eisschnelllaufanalyst Jeff Klaiber veranschaulichte Heidens Lauftechnik am Beispiel seines 500-Meter-Sprints bei der Mehrkampf-WM 1979 und stellte fest, dass er auf der Geraden sowohl aus dem Beginn als auch aus der Verlängerung jeder Stoßbewegung Kraft mitnehmen konnte. Zudem war Heiden nach Klaibers Einschätzung in der Lage, Kurven ausgesprochen eng zu laufen, was ihm einen guten Vorwärtstrieb verschaffte.
Dianne Holum blieb bis zu Heidens Karriereende 1980 seine Trainerin. Für ihn, der ohnehin gute körperliche Grundlagen mitbrachte, galt das Training bei ihr als „Schleifstein“ (im Original: „grinding stone“).

### Erste internationale Erfolge und Weltmeistertitel (1975 bis 1979)

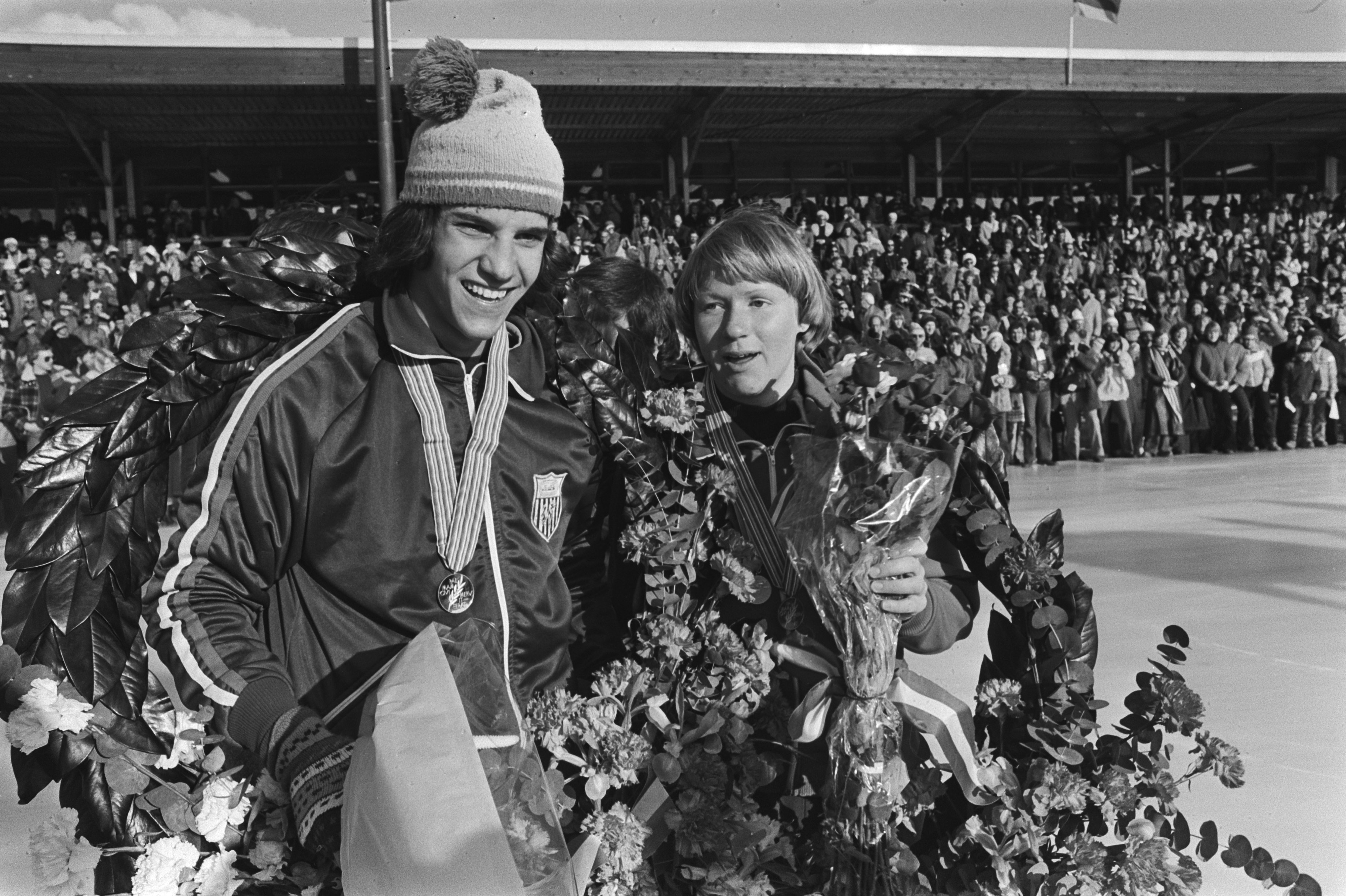
Eric Heiden nach seinem ersten Sprint-WM-Titel 1977 (mit Sylvia Burka)

Im Winter 1975 bestritt Eric Heiden im Alter von 16 Jahren seine ersten internationalen Wettkämpfe und wurde für die Juniorenweltmeisterschaften im schwedischen Strömsund nominiert. Dort belegte er beim Sieg des Japaners Masayuki Kawahara als bester Amerikaner den zehnten Rang in der Mehrkampf-Gesamtwertung nach vier Strecken. Ein Jahr später gehörte Heiden bei den Winterspielen 1976 in Innsbruck erstmals zum US-amerikanischen Olympiakader. Er trat über 1500 Meter sowie über 5000 Meter an und belegte in den Rennen die Plätze sieben und neunzehn (bei etwa 30 Startern). Außerdem gewann Heiden im Winter 1976 bei der Junioren-WM die Silbermedaille hinter Lee Yeong-ha aus Südkorea und wurde Fünfter bei der Mehrkampfweltmeisterschaft im Erwachsenenbereich. Dabei war er im WM-Auftaktrennen über die 500-Meter-Sprintdistanz mit einer Zeit von 39,11 Sekunden der schnellste Athlet.
Mit der Saison 1976/77 begann die bis zu seinem Karriereende anhaltende Dominanz Heidens im internationalen Eisschnelllauf. Im Februar 1977 errang er mit 18 Jahren in Heerenveen, Inzell und Alkmaar an drei aufeinanderfolgenden Wochenenden die Titel des Mehrkampfweltmeisters, des Juniorenweltmeisters und des Sprintweltmeisters. Er war der erste (männliche) US-amerikanische Eisschnelllaufweltmeister im 20. Jahrhundert und der erste Eisschnellläufer, dem ein solcher Dreifachsieg in einem Jahr gelang. Seinen überraschenden Erfolg bei der Mehrkampf-WM im Heerenveener Thialf-Stadion, etwa zwei Zehntelpunkte vor dem amtierenden Europameister Jan Egil Storholt aus Norwegen, bezeichnete Heiden rückblickend als wegweisenden Moment seiner Laufbahn: Bis dahin habe er gedacht, die anderen (europäischen) Eisschnellläufer seien stärker als er. Der Jubel des niederländischen Publikums habe ihm das Gefühl gegeben, dass er es als Eisschnellläufer zu etwas gebracht habe. Im Februar 1978 verteidigte er alle drei Titel. Nach Siegen über die ersten drei Distanzen hatte er bei der Mehrkampf-WM in Göteborg den Gesamterfolg bereits frühzeitig sicher. Im abschließenden 10.000-Meter-Rennen fehlte ihm die Motivation und er belegte lediglich Rang fünf, mehr als zehn Sekunden hinter dem Streckensieger Sten Stensen. Im Rückblick ordnete er diese Niederlage als einen Tiefpunkt seiner Karriere ein. 1979 siegte Heiden zum dritten Mal in Folge bei den beiden Weltmeisterschaften der Erwachsenen. Er entschied sowohl bei der Sprint-WM als auch bei der Mehrkampf-WM alle vier Teilstrecken für sich. Die US-Fachzeitschrift Sports Illustrated sprach im Februar 1979 von „vernichtenden“ Siegen Heidens und zitierte seinen teaminternen Kontrahenten Peter Mueller mit dem Ausspruch, alle anderen Athleten kämpften nur noch um den zweiten Platz. Der deutsche Sportjournalist Heinz Maegerlein nannte es verständlich, dass sich nach Heidens überlegenen WM-Siegen ein „Nimbus der Unschlagbarkeit“ um ihn gebildet habe. Bei der Mehrkampf-WM 1979 im Osloer Bislett-Stadion betrug Heidens Vorsprung auf den erneut zweitplatzierten Norweger Storholt in der Mehrkampfwertung nahezu fünf Punkte – der Abstand zwischen den beiden war somit größer als der Abstand zwischen Storholt und dem Athleten auf Position 15. Mit seiner Punktzahl von 162,975 Punkten verbesserte Heiden ferner Storholts Weltrekord im Großen Mehrkampf über 500, 5000, 1500 und 10.000 Meter. Ebenfalls im Februar 1979 übernahm er vom Russen Wladimir Below die Führung im Adelskalender, einer Rangliste, die alle persönlichen Bestzeiten der Eisschnellläufer auf den vier Strecken kombiniert. Heiden behielt die Spitzenposition bis zu seiner Ablösung durch Wiktor Schascherin 1983.

### Fünffacher Olympiasieg in Lake Placid und Ende der Eisschnelllaufkarriere (1980)

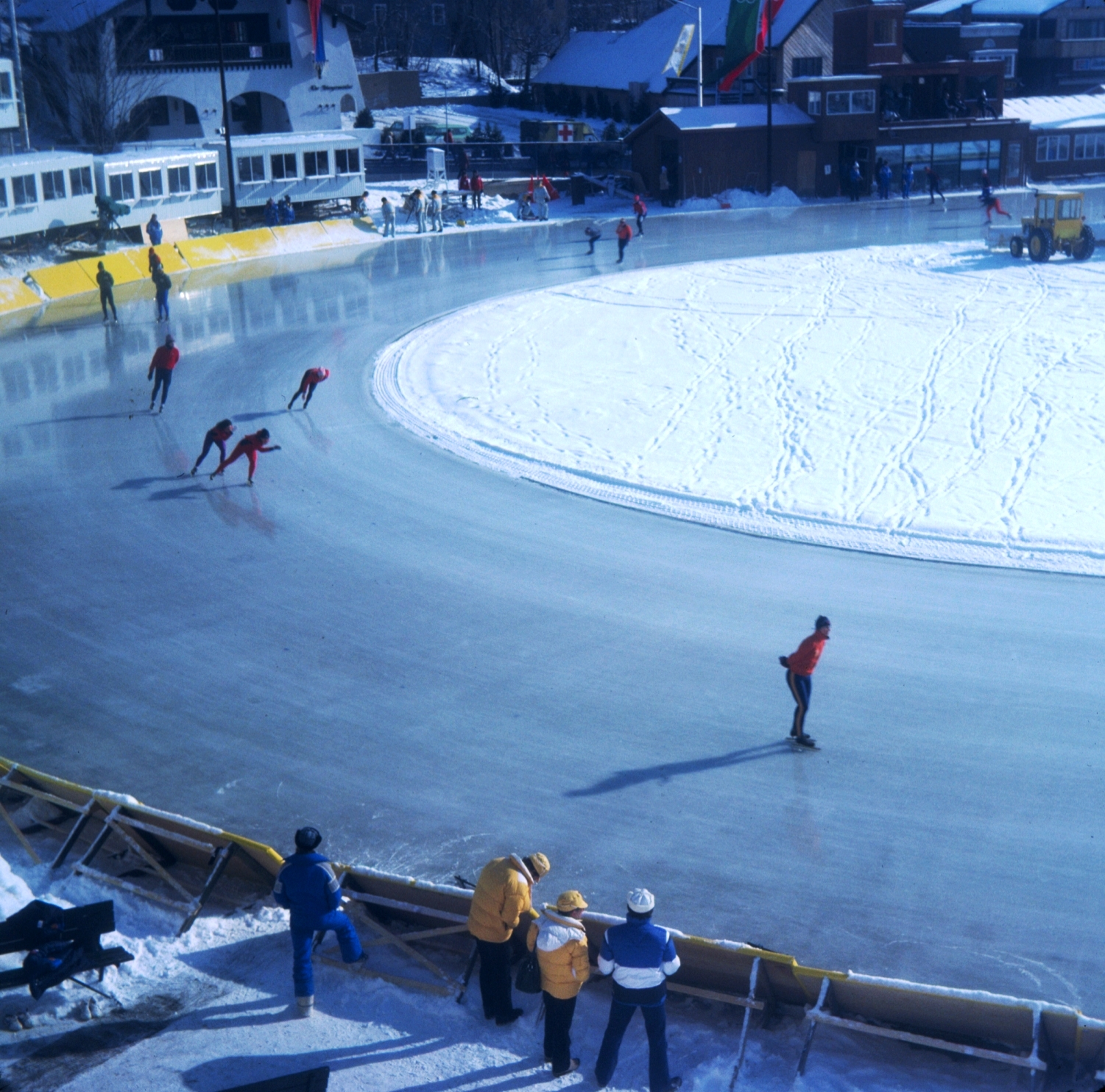
James B. Sheffield Olympic Skating Rink, Austragungsort der olympischen Eisschnelllaufrennen 1980

Eric Heiden ging als großer Favorit in die Saison 1979/80, deren Höhepunkt die Olympischen Winterspiele 1980 im Februar in Lake Placid waren. In der Woche vor Olympia unterstrich Heiden seine Führungsrolle, als er bei den Welttitelkämpfen auf seiner Heimbahn in West Allis zum vierten Mal in Serie Sprintweltmeister wurde. Anders als bei den Weltmeisterschaften, bei denen in Heidens aktiver Zeit ausschließlich die Mehrkampfwertung für die Titelvergabe zählte, wurden die olympischen Medaillen in fünf Einzelstrecken-Wettkämpfen vergeben: über 500, 1000, 1500, 5000 sowie 10.000 Meter. US-Medien handelten Heiden bereits vor Beginn der Spiele als Sieganwärter auf allen fünf Distanzen. Sports Illustrated prognostizierte wenige Tage vor der Eröffnungsfeier einen solchen beispiellosen Fünffacherfolg und zitierte den 500-Meter-Olympiasieger von 1964 Richard McDermott mit seiner Einschätzung, dass Heiden das gesamte Spektrum vom Sprint bis zur Langstrecke gemeistert habe:

“The 500 […] takes stamina plus excellent speed, which requires a great amount of conditioning. Eric is magnificently conditioned. As for the long distances, I have never seen a skater maintain his technique and composure throughout the 5,000 and 10,000 the way he does. His lap times hold even or sometimes decrease as the race goes on. Other skaters' times increase by half or a full second per lap after a while, but Eric just is there skating 35s or 34s around and around the rink.”

„Der 500-Meter-Lauf […] erfordert Ausdauer und eine hervorragende Geschwindigkeit, was eine großartige Konditionierung voraussetzt. Eric ist ausgezeichnet konditioniert. Was die Langstrecken angeht, so habe ich noch nie einen Läufer gesehen, der seine Technik und Gelassenheit über die 5.000 und 10.000 Meter so beibehält wie er. Seine Rundenzeiten bleiben gleich oder verringern sich manchmal im Laufe des Rennens. Bei anderen Läufern steigen die Zeiten nach einer Weile um eine halbe oder ganze Sekunde pro Runde, aber Eric läuft einfach 35er- oder 34er-Runden um die Eisbahn.“

Tatsächlich entschied Heiden bei den olympischen Eisschnelllaufwettkämpfen zwischen dem 15. und dem 23. Februar 1980 sämtliche Rennen für sich. Bei jedem seiner fünf Auftritte auf dem für die Winterspiele neu errichteten James B. Sheffield Olympic Skating Rink verbesserte er den olympischen Rekord. Im zuerst anstehenden 500-Meter-Lauf war er im direkten Duell mit dem Weltrekordhalter Jewgeni Kulikow um 0,34 Sekunden schneller als der Russe, der die Silbermedaille gewann. Einen Tag später lag Heiden über 5000 Meter bei frühen Zwischenzeiten bis zu vier Sekunden hinter dem zunächst führenden Norweger Tom Erik Oxholm zurück. Auf den letzten Runden zog Heiden das Tempo an, unterbot Oxholms Zeit klar und siegte letztlich mit einer Sekunde vor dessen Landsmann Kay Arne Stenshjemmet, der erst nach Heiden lief. Anschließend gewann er das 1000-Meter- und das 1500-Meter-Rennen jeweils mit anderthalb Sekunden Vorsprung auf Gaétan Boucher aus Kanada (über 1000 Meter) beziehungsweise erneut auf Stenshjemmet (über 1500 Meter). Im 1500-Meter-Wettkampf strauchelte Heiden dabei kurz mitten im Rennen, richtete sich aber wieder auf, indem er seine Hand am Eis abstützte. Schließlich triumphierte er auch in der 10.000-Meter-Konkurrenz. Seine Zeit von 14:28,13 Minuten war um knapp acht Sekunden schneller als die des zweitplatzierten Niederländers Piet Kleine und bedeutete außerdem eine Verbesserung des Weltrekordes auf dieser Strecke um mehr als sechs Sekunden. Das 10.000-Meter-Rennen fand am Tag nach dem Miracle on Ice statt, dem Sieg der US-amerikanischen Eishockeymannschaft über das sowjetische Team, der einen der herausragenden Momente der Winterspiele von Lake Placid markierte. Heiden hatte das Spiel besucht, war nach dem Erfolg der US-Auswahl – der mit Mark Johnson und Bob Suter zwei seiner Kindheitsfreunde angehörten – erst spät zur Ruhe gekommen und verschlief am Morgen seines eigenen Wettkampfs, sodass er in großer Eile frühstücken und die Rennvorbereitungen abschließen musste.
Heiden war der mit Abstand erfolgreichste Sportler der Olympischen Winterspiele 1980. Er war der erste – und mit Stand 2022 der einzige – Athlet, der fünf Goldmedaillen bei einer Austragung von Olympischen Winterspielen gewann. (Zuvor hatte Lidija Skoblikowa mit vier Siegen bei Olympia 1964 diesen Rekord gehalten.) Nachdem er schon bei der Eröffnungsfeier den olympischen Eid als Vertreter der Sportler gesprochen hatte, war er bei der Abschlussfeier Fahnenträger der US-Mannschaft. Insgesamt holte das Olympiateam der Vereinigten Staaten bei den Spielen in Lake Placid sechs Goldmedaillen. Neben dem US-Eishockeyteam war Heiden somit der einzige amerikanische Olympiasieger. Nach den Winterspielen trat er im März 1980 noch zu mehreren internationalen Wettkämpfen an, darunter zur Mehrkampf-WM in Heerenveen, wo ihn der Niederländer Hilbert van der Duim in der Gesamtwertung um einen Zehntelpunkt schlug. Heiden zeigte sich erschöpft von der großen Medienaufmerksamkeit, die mit seinen olympischen Erfolgen verbunden war, und erklärte, ihm sei die Zeit am liebsten gewesen, in der er noch ein Niemand gewesen sei (im Original: „I really liked it best when I was a nobody“). Am Ende des Winters 1980 zog er sich im Alter von 21 Jahren vom Eisschnelllauf zurück. Von 1984 bis 1994 kommentierte er bei vier aufeinanderfolgenden Winterspielen die olympischen Eisschnelllaufwettbewerbe als Analyst im US-Fernsehen, trat aber selbst zu keinen Wettkämpfen auf dem Eis mehr an. Jahre später begründete Heiden seinen Rückzug vom Eisschnelllauf damit, dass ihm nach dem fünffachen Olympiasieg der notwendige Fokus abhandengekommen sei.

### Radsportlaufbahn (1980 bis 1987)
Nach seinen olympischen Erfolgen in Lake Placid zog Eric Heiden von seinem Heimatstaat Wisconsin nach Stanford in Kalifornien und wendete sich in den 1980er-Jahren dem Radsport zu. Zunächst versuchte er sich für kurze Zeit als Bahnradfahrer, ehe er mehrere Jahre lang an Rennen im Straßenradsport teilnahm. Seine Schwester Beth wechselte ebenfalls auf das Rad und wurde Straßen-Weltmeisterin 1980. Für Eric Heiden war die Umstellung mit größeren Herausforderungen verbunden: Er erreichte als Radsportler zwar gutes nationales Niveau, erfüllte aber nicht die von Teilen der US-Presse geschürte Erwartung, dass er auf dem Rad ähnlich dominieren würde wie auf Schlittschuhen. Wenngleich er teilweise von seinen früheren Erfahrungen im Eisschnelllauf profitierte, gerieten ihm insbesondere auf ansteigendem Gelände sein mesomorpher Körperbautyp, seine antrainierten Muskeln und sein für einen Radsportler hohes Körpergewicht von über 80 Kilogramm (trotz eines geringen Fettanteils von 4 Prozent) zum Nachteil. Ferner mangelte es Heiden nach eigener Ansicht an Rennintelligenz: der Fähigkeit, sich die oftmals bis zu fünf Stunden andauernden Wettkämpfe kräfteschonend einzuteilen. So verbrauchte er regelmäßig viel Energie in der Verfolgung von Ausreißern und konnte auf den entscheidenden Kilometern am Ende eines Rennens nicht mehr zusetzen.
Heiden war Teil der 1981 von Jim Ochowicz gegründeten US-Mannschaft 7-Eleven. Seine auf den olympischen Erfolgen beruhende Popularität und die damit verbundene große Medienaufmerksamkeit verhalfen dem Team zu umfangreicheren Sponsorenverträgen als den bis dahin im amerikanischen Radsport üblichen. Auf dem Papier nahm Heiden zwecks besserer Vermarktungsmöglichkeiten die Position als Teamkapitän von 7-Eleven ein. In der Realität sah er sich dagegen zumeist in der Rolle eines klassischen Domestiken, der andere Fahrer – wie etwa den besten Sprinter des Teams Davis Phinney – unterstützte. Heiden selbst nahm an den Straßen-Radweltmeisterschaften 1982 (ohne das Rennen zu beenden) sowie den UCI-Bahn-Weltmeisterschaften 1982 (im Punktefahren) teil und errang 1985 vor Tom Broznowski im Sprint einer Ausreißergruppe den Titel des US-amerikanischen Profimeisters. Ab 1985 trat 7-Eleven als Profimannschaft zu den großen europäischen Rundfahrten an. Heiden gehörte beim Giro d’Italia 1985 zum Kader und belegte den 131. Rang. Ein Jahr später startete er bei der Tour de France 1986, wo er als bestes Etappenergebnis einen 25. Platz im Prologzeitfahren erreichte, während Davis Phinney auf dem dritten Teilstück den ersten Tour-Etappensieg für 7-Eleven einfuhr. Auf der 18. Tour-Etappe stürzte Heiden in der Abfahrt vom Col du Galibier und musste das Rennen mit einer Gehirnerschütterung aufgeben. Gegenüber Sports Illustrated sagte er ein Jahrzehnt später, der Sturz habe „so ziemlich das Ende [s]einer Radsportkarriere“ bedeutet. Heiden bezeichnete 1986 als seine letzte ernsthafte Saison als Radsportler. 1987 nahm er noch an vereinzelten Rennen teil, konzentrierte sich aber nun vor allem auf seine berufliche Ausbildung.

### Ärztliche Ausbildung und Arbeit als Sportmediziner (nach 1980)

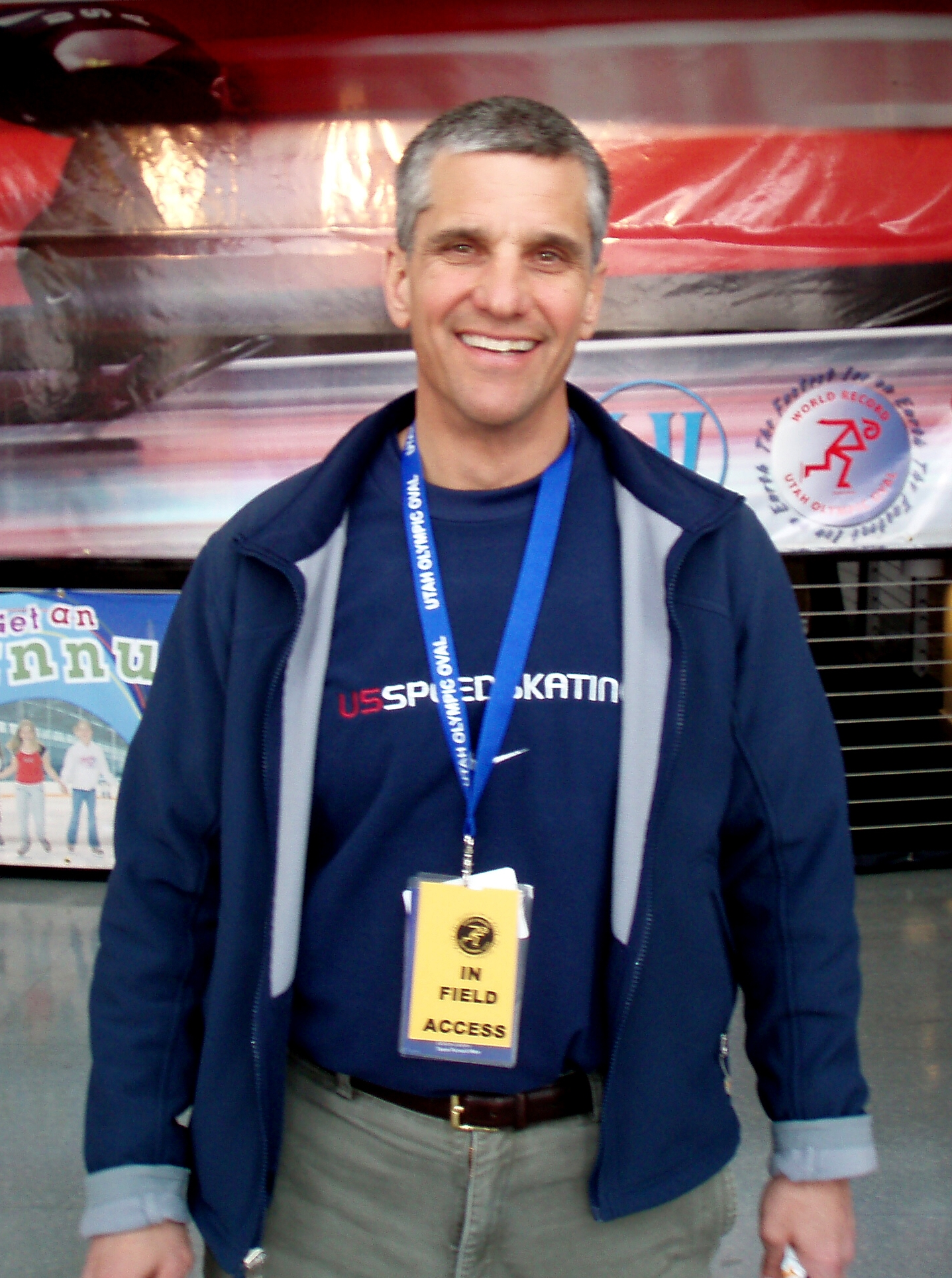
Heiden im Jahr 2007 vor dem Utah Olympic Oval, wo er die US-Eisschnellläufer als Teamarzt betreute

Schon während seiner Zeit in Madison hatte Heiden mit dem Undergraduate-Studium an der University of Wisconsin begonnen. In Kalifornien studierte er Anfang der 1980er-Jahre kurz an der UC San Diego, ehe er an die Stanford University wechselte, die er zwischenzeitlich parallel zu seiner Radkarriere besuchte. 1984 schloss er dort sein Bachelor-Biologiestudium ab, 1991 erlangte er an der Stanford Medical School das Berufsdoktorat. Anschließend zog er nach Sacramento und absolvierte bis 1996 seine ärztliche Weiterbildung am UC Davis Medical Center (UCDMC). Dabei spezialisierte er sich auf Sportmedizin und trat als Orthopäde in die Fußstapfen seines Vaters. Heiden erklärte später, er habe schon als Jugendlicher die Entscheidung getroffen, Arzt zu werden. In den späten 1990er- und frühen 2000er-Jahren arbeitete er als Assistant Professor für Arthroskopie und Sportmedizin an der UC Davis. Während des Medizinstudiums in Stanford hatte Eric Heiden seine zukünftige Ehefrau Karen kennengelernt, die später ebenfalls Orthopädin wurde. Das Paar heiratete 1995 und bekam Anfang der 2000er-Jahre erst eine Tochter und dann einen Sohn. Die Familie zog 2006 nach Utah, wo Karen und Eric Heiden am orthopädischen Fachkrankenhaus (The Orthopedic Specialty Hospital, TOSH) in Murray arbeiteten und später mehrere eigene Praxen eröffneten. 2008 brachte Eric Heiden gemeinsam mit seinem Kollegen Massimo Testa – den er seit dessen Zeit als Teamarzt bei 7-Eleven kannte – einen an das allgemeine Publikum gerichteten Fitness-Ratgeber („Faster Better Stronger“) heraus.
Als Sportarzt betreute Heiden viele prominente Sportlerinnen und Sportler aus unterschiedlichen Disziplinen: Während seiner Zeit in Sacramento war er Mannschaftsarzt der in der NBA beziehungsweise WNBA spielenden Basketballteams Kings und Monarchs. In den 2000er- und 2010er-Jahren nahm er bei mehreren Olympischen Spielen die Rolle des Arztes der US-amerikanischen Eisschnellläufer ein. Er behandelte dabei unter anderem den Shorttracker Apolo Anton Ohno, der zwischen 2002 und 2010 acht olympische Medaillen gewann und damit Heiden in dieser Statistik als erfolgreichster US-Teilnehmer an Winterspielen ablöste. Außerdem betreute er Radsportler, etwa Lance Armstrong zu Beginn von dessen Karriere Mitte der 1990er-Jahre und zwei Jahrzehnte später in Zusammenarbeit mit Massimo Testa das BMC Racing Team um Athleten wie Cadel Evans. Die Nähe Eric Heidens und Massimo Testas zum US-Radsport – wo insbesondere in den 2000er-Jahren viele Dopingfälle bekannt wurden – war 2007 Grundlage für die kritische Einschätzung des deutschen Doping-Experten Werner Franke, dass „[i]n so ein System […] eigentlich nur Leute rein[kommen], die die Vorgänge decken“. Im Gegensatz dazu rechnete Andreas Schulz, Radsport-Experte von Eurosport, Testa zu den unbelasteten Ärzten mit gutem Ruf. Heiden selbst sagte 2006 in einem Interview, er habe in seiner Zeit als Mannschaftsarzt bei den Eisschnellläufern „nicht ein einziges Mal gesehen, wie mit Dopingmitteln hantiert wurde“.
Nach eigener Aussage profitierte Heiden bei seiner Arbeit von seinen Erfahrungen als Leistungssportler: Zum einen könne er dadurch die Probleme der von ihm behandelten Athleten besser verstehen, zum anderen genieße er dank seiner Erfolge großes Vertrauen der Patienten in seine Fähigkeiten. Sein Kollege Testa nannte es das besondere Merkmal Heidens, dass er einen starken Schwerpunkt auf nichtoperative Behandlungsmaßnahmen lege, was nach Testas Ansicht ebenfalls mit Heidens Hintergrund als Leistungssportler zusammenhing.

## Öffentliches Bild und Würdigung

### Auftreten und Vermarktung

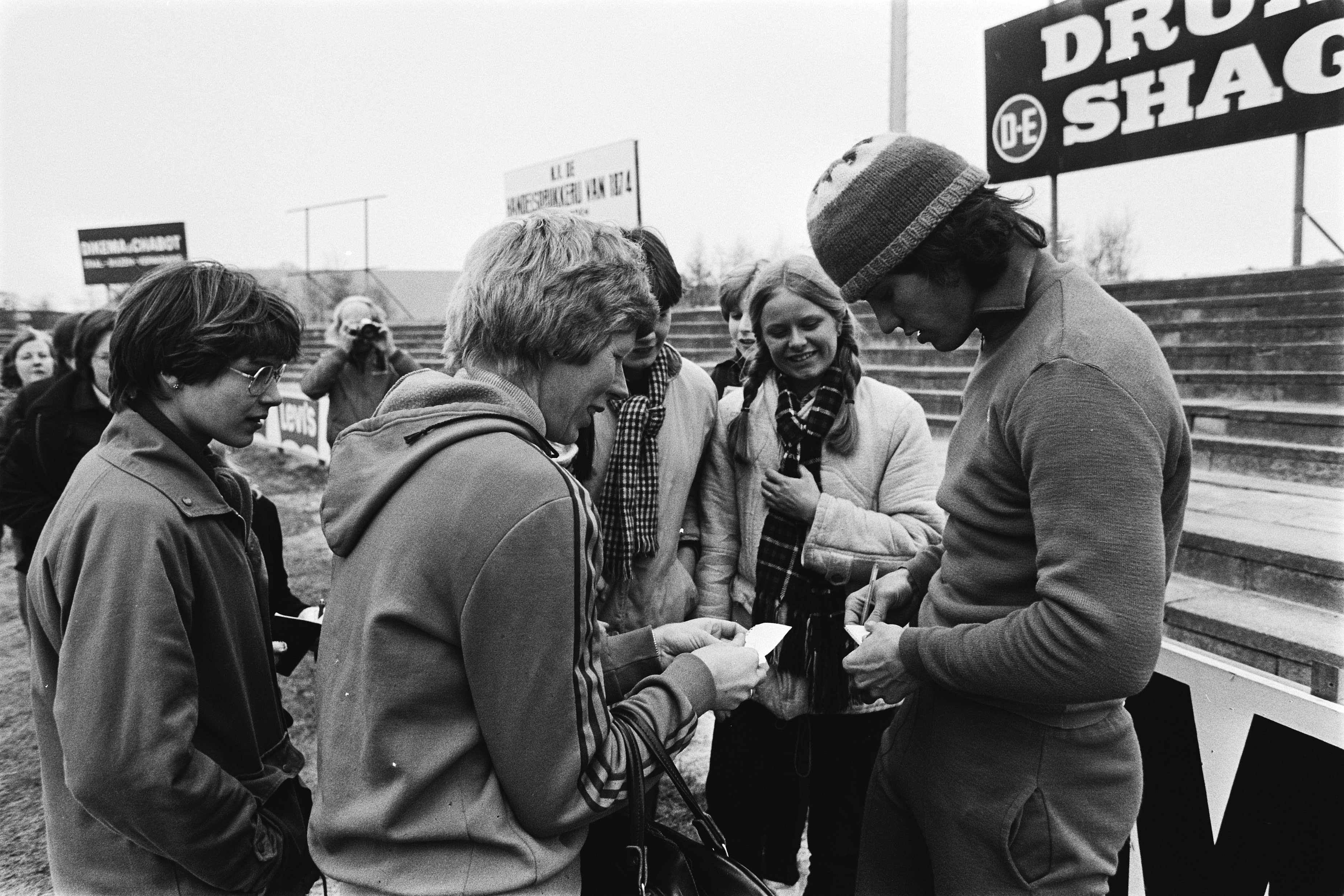
Heiden am Rande der Mehrkampf-WM 1980 beim Schreiben von Autogrammen

Über weite Teile seiner sportlichen Laufbahn fuhr Eric Heiden seine Erfolge ohne größere Aufmerksamkeit der breiten Bevölkerung in den Vereinigten Staaten ein. Erst mit den Olympischen Winterspielen 1980 in Lake Placid gewann er an Bekanntheit. Das Magazin Time bildete ihn und seine Schwester Beth zwei Tage vor der olympischen Eröffnungsfeier auf dem Titelblatt ab und verglich ihn im zugehörigen Artikel mit dem Rennpferd Secretariat, weil er jeglichen menschlichen Maßstab übertreffe. Die Öffentlichkeit bewunderte ihn bezogen auf seine Auftritte im goldenen Rennanzug in Lake Placid als „stattliche Maschine in Gold“ (im Original: „handsome machine in gold“). Heiden selbst betonte in Interviews, dass für ihn die gezeigte Leistung wichtiger sei als öffentliche Anerkennung. Die ausführliche Medienberichterstattung über seinen Fünffachsieg bezeichnete er als „großes Tamtam“ („Big Whoopee“) und fragte rhetorisch, was man denn schon mit Goldmedaillen machen könne – ihm sei es lieber, er bekäme einen warmen Trainingsanzug. Ein Kommentar der Los Angeles Times im Jahr 2002 kam zu der Einschätzung, dass die unnahbaren, an Arroganz grenzenden Auftritte Heidens (etwa seine lapidaren Antworten auf ernsthafte Fragen) nach seinen Olympiasiegen verhindert hätten, dass die Welt ihn wirklich geliebt und nicht nur für seine Erfolge bewundert habe. Andere Rückschauen wie beispielsweise die des US-Fernsehsenders ESPN fielen wesentlich positiver aus: Der Sportjournalist Larry Schwartz ordnete Heidens Verhalten als authentisch ein. Heiden habe nie gewollt, dass ihn jemand auf ein Podest stellte, und nicht daran gedacht, sich zu ändern.
Trotz der fünf Goldmedaillen, die er in Lake Placid gewonnen hatte, stand Heiden in Amerika im Schatten des Miracles on Ice: Der Sieg der US-Eishockeymannschaft über die sowjetische Auswahl weckte zum einen in einer Hochphase des Kalten Krieges nationalistische Begeisterung und war zum anderen wesentlich unerwarteter als Heidens Erfolge. Sports Illustrated und die Associated Press zeichneten jeweils das Eishockeyteam als Sportler des Jahres aus, was Heiden laut einem Zitat in der New York Times wohlwollend zur Kenntnis nahm, weil es ihm „jede Menge Ärger“ in Form öffentlicher Auftritte ersparte. Zwei Jahrzehnte später, 2002 in Salt Lake City, entzündeten die Miracle-on-Ice-Spieler das olympische Feuer bei der Eröffnungsfeier der nächsten Winterspiele in den USA. Heiden sollte nach eigener Aussage als einer der letzten Fackelläufer vor der Entzündung eine zentrale Rolle bei der Eröffnungsfeier einnehmen, lehnte diese aber enttäuscht ab, weil die Organisatoren ihm nicht die finale Position anboten. Seine Entscheidung stieß auf negatives Medienecho und wurde als selbstbezogen und engstirnig kritisiert. Später äußerte sich Heiden dahingehend, er sei „wahrscheinlich einfach zu stur“ gewesen, weil er sich und seine Lebensleistung nicht genug gewürdigt gesehen habe. In keiner Form habe er die Leistung der Eishockeyspieler schmälern wollen.
Nach den Winterspielen 1980 erhielt Heiden viele Anfragen für Werbeverträge. Über seinen Anwalt Arthur Kaminsky, der ihn und Beth seit 1979 vertrat, wies er einige hochdotierte Angebote – etwa von der Kellogg Company – zurück, weil er seine Privatsphäre schützen wollte. Während sich andere Sportler wie beispielsweise der neunfache Schwimmolympiasieger Mark Spitz deutlich stärker vermarkten ließen, erklärte Heiden, diese Art der Kommerzialisierung passe nicht zu seinem Verständnis von Sport als Freizeitbeschäftigung. Dennoch schloss er einige Geschäftsverträge ab, unter anderem mit dem Radhersteller Schwinn und einer Zahnpastamarke. Später sagte er, die Olympiateilnahme hätte ihm eine Vielzahl an Möglichkeiten eröffnet, die er sonst nicht gehabt hätte: Er sei ohne Schulden durch seine Berufsausbildung gekommen und habe dabei sorgenfrei leben können. Nach dem Ende seiner sportlichen Laufbahn nahm das öffentliche Interesse an Heidens Person wieder deutlich ab. 2002 erklärte er während seiner Zeit in Sacramento, dass ihn dort kaum jemand erkenne und um ein Autogramm bitte.

### Leistungseinordnung, Bedeutung für den Eisschnelllauf und Auszeichnungen

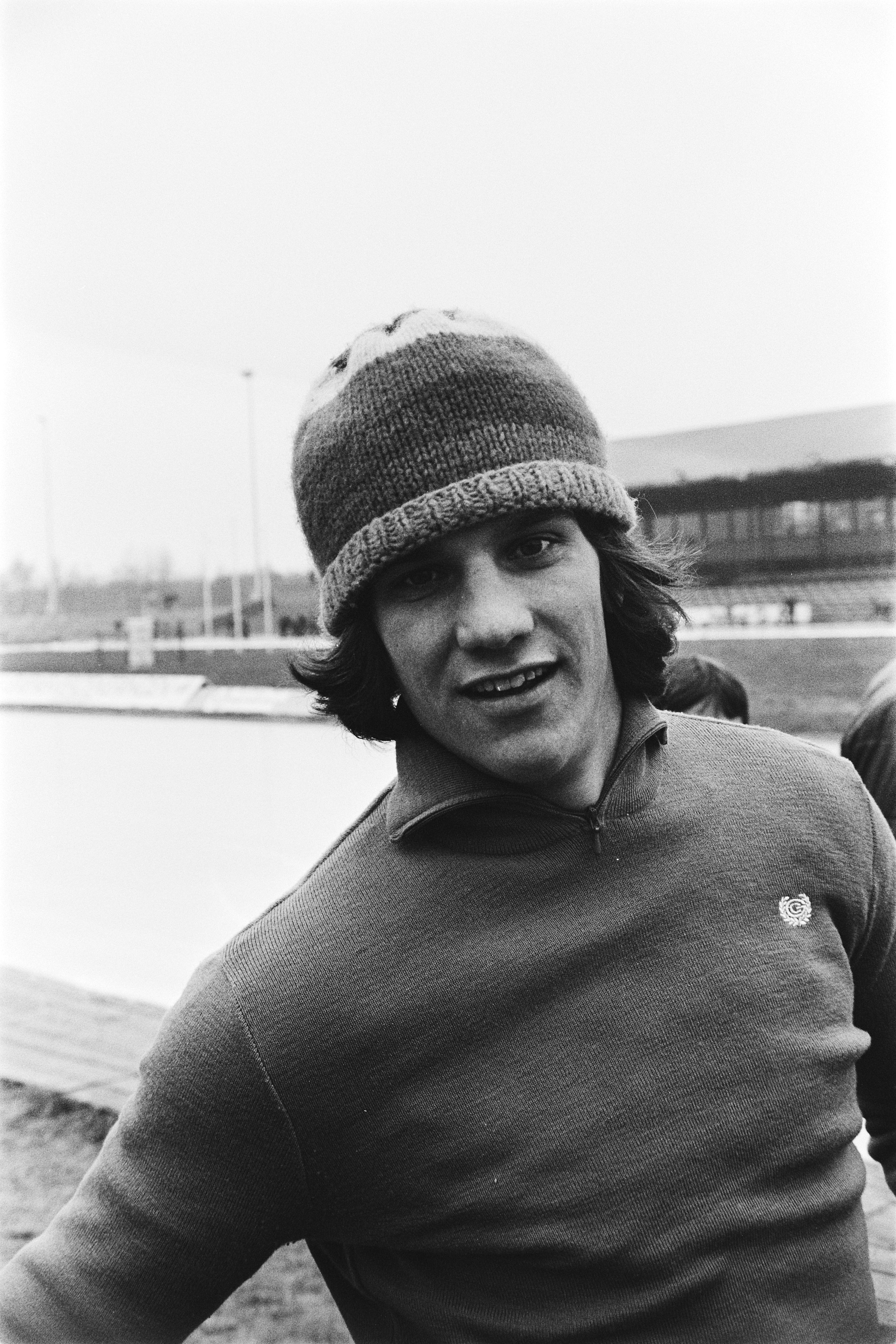
Eric Heiden im Februar 1980

Dass Eric Heiden olympische Goldmedaillen auf allen Strecken vom 500-Meter-Sprint bis zur 10.000-Meter-Langstrecke gewann, bedeutete in der Geschichte des Sports eine ausgesprochen ungewöhnliche Leistung. Das Time-Magazin verglich Heidens Erfolge 1980 sportartenübergreifend mit denen der Leichtathleten Paavo Nurmi und Emil Zátopek: Nurmi hatte 1924 auf Strecken zwischen 1500 und 10.000 Meter gewonnen, Zátopek war 1952 Olympiasieger über 5000 Meter, 10.000 Meter und im Marathon geworden. Heiden war in Lake Placid einer von nur drei Eisschnellläufern, der überhaupt auf allen fünf Distanzen an den Start ging. In den Jahren nach seinem Rücktritt kam es zu einer weiteren Spezialisierung von Sprintern und Langstreckenläufern. Auf dieser Grundlage nannte der US-Nationaltrainer Peter Mueller 1994 die Auftritte seines früheren Teamkollegen das „Ende einer Ära“ und schloss eine Wiederholung des Fünffachsieges kategorisch aus.
In seiner aktiven Zeit erhielt Heiden als erster (und Stand 2022 einziger) Sportler viermal in Folge von 1977 bis 1980 die als Eis-Oscar bezeichnete Oscar Mathisen Memorial Trophy. Die französische Sport-Tageszeitung L’Équipe wählte ihn 1980 zum Weltsportler des Jahres („Champion des champions monde“). Im März 1999 wurde Heiden bei der IJsgala in Heerenveen als Eisschnellläufer des Jahrhunderts geehrt, mit Gunda Niemann-Stirnemann als weiblichem Pendant. Im frühen 21. Jahrhundert untersuchten Ökonometriker an der Reichsuniversität Groningen die Frage nach den historisch stärksten Eisschnellläufern und sahen Heiden in führender Position. Eine 2013 in Groningen veröffentlichte Dissertation entwickelte modellgestützte „universelle Eisschnelllauf-Ranglisten“, die den Einfluss von Innovationen auf die gelaufenen Zeiten berücksichtigten – etwa die Einführung von Klappschlittschuhen in den 1990er-Jahren, nach der sich die Eisschnelllaufrekorde deutlich verbesserten. In diesen Ranglisten stand Heiden auf dem ersten Platz über 1000 Meter (vor Ihar Schaljasouski) sowie in der Gesamtwertung (vor Ard Schenk und Sven Kramer). Über 500 Meter sah ihn die Arbeit im historischen Vergleich auf Position drei, über 1500 Meter auf Rang zwei, über 5000 und 10.000 Meter schließlich auf den Plätzen 10 und 15. Heiden selbst nannte die 1000 Meter seine Lieblingsstrecke. Im Grunde sei er ein guter 1000-Meter-Läufer gewesen, der auch die in dieser Kombination seltene Fähigkeit für die Langdistanzen besessen habe.
In den Vereinigten Staaten führten Heidens Eisschnelllauf-Erfolge von Lake Placid nicht zu einer anhaltenden Popularisierung der Sportart. Zwar überzeugte Heiden Anfang der 1980er-Jahre den Computerspielhersteller Atari zu einer finanziellen Unterstützung für das US-Team in Höhe von 60.000 Dollar und sammelte auch Gelder zur Rettung seiner Heimbahn in West Allis, er lehnte es aber ab, auf Dauerwerbetour für den Sport und seinen in chronischen Geldnöten steckenden Dachverband – die United States International Speedskating Association (USISA, später US Speedskating) – zu gehen. Der Olympiateilnehmer Erik Henriksen beklagte 1984, Heiden habe den Eisschnelllauf durch seinen mangelnden Einsatz im Stich gelassen: Die Disziplin hätte eine präsente Persönlichkeit wie Arnold Palmer (im Golfsport) gebraucht, stattdessen sei Heiden für vier Jahre aus der Öffentlichkeit verschwunden. Die US-Läufer blieben bei den olympischen Wettkämpfen 1984 in Sarajevo ohne Medaille. Die nächsten US-amerikanischen Eisschnelllaufolympiasieger waren Bonnie Blair (1988, 1992 und 1994) und der wie Heiden aus Wisconsin stammende Dan Jansen (1994). Jansen sagte später, Heiden habe einen großen Einfluss auf seine Laufbahn gehabt und sei wahrscheinlich der Grund dafür gewesen, dass er beim Eislaufen geblieben sei.
Eric Heiden erhielt 1980 als erster Eisschnellläufer den jährlich an herausragende US-Amateursportler verliehenen James E. Sullivan Award. 1983 wurde er als Gründungsmitglied mit den viertmeisten Stimmen – hinter Jesse Owens, Mark Spitz sowie Jim Thorpe – in die United States Olympic Hall of Fame aufgenommen. Außerdem gehört er der Wisconsin Athletic Hall of Fame (seit 1990) und der United States Bicycling Hall of Fame (seit 1999) an. Mehrere Veröffentlichungen und Organisationen zählten Heiden zu einer Auswahl an Topsportlern des 20. Jahrhunderts. Der Sportsender ESPN setzte ihn in seiner von Michael Jordan angeführten Rangliste der 100 besten nordamerikanischen Athleten dieses Zeitraums auf Position 46. Ein von Associated Press zusammengestelltes sechsköpfiges Expertenpanel kürte Heiden 1999 vor Jean-Claude Killy und Bjørn Dæhlie zum Winterolympioniken des Jahrhunderts. Die zugehörige Pressemitteilung zitierte Heiden mit der Aussage, er habe seine Leistung mit der Zeit mehr und mehr schätzen gelernt, weil niemand in der Lage gewesen sei, sie zu wiederholen. Die fünf Rennen in Lake Placid seien die besten gewesen, die er hätte zeigen können und er glaube nicht, dass er als Sportler mehr habe erreichen können.

## Statistik

### Olympische Winterspiele
Eric Heiden nahm an zwei Olympischen Winterspielen teil: Bei seinem Debüt in Innsbruck 1976 blieb er ohne Medaille, vier Jahre später in Lake Placid siegte er auf allen fünf Distanzen.
| Olympische Winterspiele | Olympische Winterspiele | 500 m | 1000 m | 1500 m | 5000 m | 10.000 m |
| Jahr                    | Ort                     | 500 m | 1000 m | 1500 m | 5000 m | 10.000 m |
| ----------------------- | ----------------------- | ----- | ------ | ------ | ------ | -------- |
| 1976                    | Innsbruck               | –     | –      | 7.     | 19.    | –        |
| 1980                    | Lake Placid             | 1.    | 1.     | 1.     | 1.     | 1.       |

### Mehrkampfweltmeisterschaften
Von 1976 bis 1980 nahm Heiden an fünf aufeinanderfolgenden Mehrkampfweltmeisterschaften teil, die jeweils in Europa stattfanden. Er gewann dabei drei Goldmedaillen sowie eine Silbermedaille und entschied zehn Teilstrecken für sich. Die folgende Tabelle zeigt seine Zeiten – und in Klammern dahinter seine Platzierungen – auf den vier gelaufenen Einzelstrecken sowie die sich daraus errechnende Gesamtpunktzahl nach dem Samalog und die Endplatzierung. Die Anordnung der Distanzen entspricht ihrer Reihenfolge im Programm der Mehrkampf-WM zu Heidens aktiver Zeit.
| Mehrkampf-WM | Mehrkampf-WM | 500 m (in Sekunden) | 5000 m (in Minuten) | 1500 m (in Minuten) | 10.000 m (in Minuten) | Punkte  | Platz |
| Jahr         | Ort          | 500 m (in Sekunden) | 5000 m (in Minuten) | 1500 m (in Minuten) | 10.000 m (in Minuten) | Punkte  | Platz |
| 1976         | Heerenveen   | 39,11 (1)           | 7:28,64 (16)        | 2:04,56 (6)         | 15:44,88 (13)         | 172,738 | 5.    |
| 1977         | Heerenveen   | 38,80 (1)           | 7:15,27 0(9)        | 2:01,66 (3)         | 14:59,02 0(3)         | 167,831 | 1.    |
| 1978         | Göteborg     | 39,01 (1)           | 7:20,80 0(1)        | 2:00,22 (1)         | 15:17,06 0(5)         | 169,016 | 1.    |
| 1979         | Oslo         | 38,22 (1)           | 6:59,15 0(1)        | 1:56,05 (1)         | 14:43,11 0(1)         | 162,973 | 1.    |
| 1980         | Heerenveen   | 39,82 (1)           | 7:25,37 0(6)        | 2:03,87 (2)         | 15:24,65 0(6)         | 171,879 | 2.    |

### Sprintweltmeisterschaften
Heiden entschied alle vier Sprintweltmeisterschaften, an denen er zwischen 1977 und 1980 teilnahm, für sich und siegte dabei auf 12 von 16 Teilstrecken. Die folgende Tabelle zeigt seine Zeiten – und in Klammern dahinter seine Platzierungen – auf den vier gelaufenen Einzelstrecken sowie die sich daraus errechnende Gesamtpunktzahl nach dem Samalog und die Endplatzierung. Die Anordnung der Distanzen entspricht ihrer Reihenfolge im Programm der Sprint-WM zur aktiven Zeit Heidens.
| Sprint-WM | Sprint-WM   | 500 m 1. Rennen (in Sekunden) | 1000 m 1. Rennen (in Minuten) | 500 m 2. Rennen (in Sekunden) | 1000 m 2. Rennen (in Minuten) | Punkte  | Platz |
| Jahr      | Ort         | 500 m 1. Rennen (in Sekunden) | 1000 m 1. Rennen (in Minuten) | 500 m 2. Rennen (in Sekunden) | 1000 m 2. Rennen (in Minuten) | Punkte  | Platz |
| 1977      | Alkmaar     | 39,68 (2)                     | 1:19,34 (1)                   | 39,31 (6)                     | 1:17,59 (1)                   | 157,455 | 1.    |
| 1978      | Lake Placid | 38,22 (1)                     | 1:17,47 (1)                   | 38,69 (2)                     | 1:16,52 (1)                   | 153,905 | 1.    |
| 1979      | Inzell      | 38,17 (1)                     | 1:14,99 (1)                   | 38,23 (1)                     | 1:15,07 (1)                   | 151,430 | 1.    |
| 1980      | West Allis  | 38,69 (2)                     | 1:17,23 (1)                   | 38,61 (1)                     | 1:17,98 (1)                   | 154,905 | 1.    |

### Persönliche Bestzeiten
| Strecke  | Zeit         | Datum            | Ort         |
| -------- | ------------ | ---------------- | ----------- |
| 500 m    | 37,63 s      | 12. Januar 1980  | Davos       |
| 1000 m   | 1:13,60 min  | 12. Januar 1980  | Davos       |
| 1500 m   | 1:54,79 min  | 19. Januar 1980  | Davos       |
| 3000 m   | 4:06,47 min  | 6. März 1980     | Inzell      |
| 5000 m   | 6:59,15 min  | 11. Februar 1979 | Oslo        |
| 10.000 m | 14:28,13 min | 13. Februar 1980 | Lake Placid |

### Weltrekorde
Heiden stellte zwischen 1978 und 1980 insgesamt neun Weltrekorde auf. (Zuvor lief er zwischen 1976 und 1978 sieben Juniorenweltrekorde, die hier nicht aufgezählt werden.) Er lief drei Bestzeiten auf der 1000-Meter-Distanz, zwei über 3000 Meter und verbesserte außerdem jeweils einmal den Rekord im Großen Mehrkampf, im Sprint-Mehrkampf sowie über 1500 und 10.000 Meter.
- Disziplin: Länge der gelaufenen Strecke beziehungsweise Austragungsform des Mehrkampfs.
- Zeit/Punkte: Gelaufene Zeit in Minuten beziehungsweise (bei Mehrkämpfen) erreichte Punktzahl nach dem Samalog.
- Datum: Datum des Weltrekords. Bei Weltrekorden im Mehrkampf entspricht das angegebene Datum dem letzten Tag des Mehrkampfs.
- Ort: Eisbahn und Ort des Weltrekords.
- Bestand: Dauer des Zeitraums, in dem der Rekord Gültigkeit besaß.
- Nachfolger: Läufer, der den angegebenen Rekord als erster unterbot. In den Fällen, in denen Heiden seinen Rekord selbst verbesserte oder einstellte, ist sein eigener Name vermerkt.

| Nr. | Disziplin        | Zeit/Punkte | Datum         | Ort                                                   | Bestand             | Nachfolger         |
| --- | ---------------- | ----------- | ------------- | ----------------------------------------------------- | ------------------- | ------------------ |
| 1   | 3000 Meter       | 4:07,01     | 2. März 1978  | Ludwig-Schwabl-Stadion (Inzell)                       | 1 Jahr und 16 Tage  | Eric Heiden        |
| 2   | 1000 Meter       | 1:14,99     | 12. März 1978 | Idrettsplass (Savalen)                                | 342 Tage            | Eric Heiden        |
| 3   | Großer Mehrkampf | 162,973     | 11. Feb. 1979 | Bislett-Stadion (Oslo)                                | 4 Jahre und 43 Tage | Wiktor Schascherin |
| 4   | 1000 Meter       | 1:14,99     | 17. Feb. 1979 | Ludwig-Schwabl-Stadion (Inzell)                       | 330 Tage            | Eric Heiden        |
| 5   | 3000 Meter       | 4:06,91     | 18. März 1979 | Idrettsplass (Savalen)                                | 10 Tage             | Dimitri Ogloblin   |
| 6   | 1000 Meter       | 1:13,60     | 13. Jan. 1980 | Eisstadion Davos                                      | 1 Jahr und 18 Tage  | Gaétan Boucher     |
| 7   | Sprint-Mehrkampf | 150,250     | 13. Jan. 1980 | Eisstadion Davos                                      | 1 Jahr und 18 Tage  | Gaétan Boucher     |
| 8   | 1500 Meter       | 1:54,79     | 19. Jan. 1980 | Eisstadion Davos                                      | 3 Jahre und 66 Tage | Ihar Schaljasouski |
| 9   | 10.000 Meter     | 14:28,13    | 23. Feb. 1980 | James B. Sheffield Olympic Skating Rink (Lake Placid) | 35 Tage             | Dimitri Ogloblin   |

### Publikation
- mit Massimo Testa und DeAnne Musolf: Faster, better, stronger : 10 proven secrets to a healthier body in 12 weeks. Collins Living, New York 2008, ISBN 978-0-06-121523-0. Online verfügbar im Textarchiv – Internet Archive

### Biographien und Lexikoneinträge
- Nathan Aaseng: Eric Heiden : winner in gold. Lerner Publications Co, Minneapolis 1980, ISBN 978-0-8225-0481-8. Online verfügbar im Textarchiv – Internet Archive
- Vincent F. Filak: Eric Heiden. In: Murry R. Nelson (Herausgeber): American Sports: A History of Icons, Idols and Ideas (Vol. 2). Greenwood Press, Santa Barbara 2013, ISBN 978-0-313-39752-3. S. 543–546.
- Andrea Henderson: Eric Arthur Heiden. In: Encyclopedia of World Biography (Vol. 24). Gale, Detroit 2005, ISBN 0-7876-6903-2. S. 169–171.
- Brenna Sanchez: Eric Arthur Heiden. In: Dana R. Barnes (Herausgeberin): Notable Sports Figures (Vol. 2). Gale, Detroit 2003, ISBN 0-7876-6628-9. S. 661–664.
- Peder Skogaas: For moro skyld : Eric Heiden forteller. Cappelen, Stavanger 1979, ISBN 82-02-04451-0.
- Sharon Kay Stoll: Eric Arthur Heiden. In: Arnold Markoe und Kenneth T. Jackson (Herausgeber): The Scribner Encyclopedia of American Lives, Thematic Series: Sports Figures (Vol. 1). Charles Scribner’s Sons, New York 2002, ISBN 0-684-80665-7. S. 406–407.
- Michael V. Uschan: Eric Heiden: More than Just an Olympic Champion. In: Male Olympic champions. Lucent Books, San Diego 2000, ISBN 1-56006-614-8. S. 86–97.
- Eric Heiden in: Internationales Sportarchiv 42/2010 vom 19. Oktober 2010, im Munzinger-Archiv (Artikelanfang frei abrufbar)

### Journalistische Artikel
- Tom Graham: Eric Heiden, Olympic gold medalist / From skates to scalpel / Five-time gold medalist says career in medicine is his greatest achievement. In: San Francisco Chronicle. 22. September 2002.
- Jeré Longman: Former Speedskating Champion Heiden Is Staying Close to the Ice. In: The New York Times. 30. September 2009.
- L. Jon Wertheim: Still Handy With Blades. In: Sports Illustrated. 16. November 1998.
- The Heidens. In: The Washington Post Magazine. 10. Februar 1980.

### Weiterführende Literatur
- Geoff Drake: Team 7-Eleven : How an Unsung Band of American Cyclists Took on the World-and Won. VeloPress, Boulder 2011, ISBN 978-1-937716-05-9.
- Peter Joffre Nye: Hearts of Lions : The History of American Bicycle Racing. University of Nebraska Press, Lincoln 2020, ISBN 978-1-4962-1931-2.
- David Wallechinsky: The complete book of the Winter Olympics, Greystone Books, Vancouver 2009, ISBN 978-1-55365-502-2. Online verfügbar im Textarchiv – Internet Archive